# Autódromo Ciudad de Paraná
El Autódromo Ciudad de Paraná es un circuito de competiciones de deporte motor ubicado en las afueras de la Localidad de Sauce Montrull, en la Provincia de Entre Ríos, Argentina.
Su trazado fue preinaugurado un 21 de septiembre de 1969 y oficialmente inaugurado el 7 de diciembre del mismo año. Su administración está a cargo del Club de Volantes Entrerrianos, propietario del circuito. Es el circuito más importante de la Provincia, teniendo en cuenta también al Autódromo Ciudad de Concordia y el Autódromo de Concepción del Uruguay como opciones alternativas. El circuito completo tiene una longitud de 4219 metros, en tanto que existen otras variantes cortas de 2595 y 2200 metros, así como un circuito de karting.
Es una plaza muy visitada por el automovilismo argentino, ya que en él se desarrollan las competencias de las categorías más importantes del automovilismo de velocidad argentino, como son el Turismo Carretera, el Turismo Competición 2000, el Top Race y el Turismo Nacional. Fue a su vez escenario de competencias trascendentes como la carrera número 1000 del Turismo Carretera corrida el 5 de octubre de 2003, que finalizara con victoria del chaqueño Juan Manuel Silva con Ford Falcon, mientras que el 27 de noviembre de 2006 se corrió el GP coronación del TC 2000 que terminara con victoria y campeonato para el piloto Matías Rossi con Chevrolet Astra.

## Historia

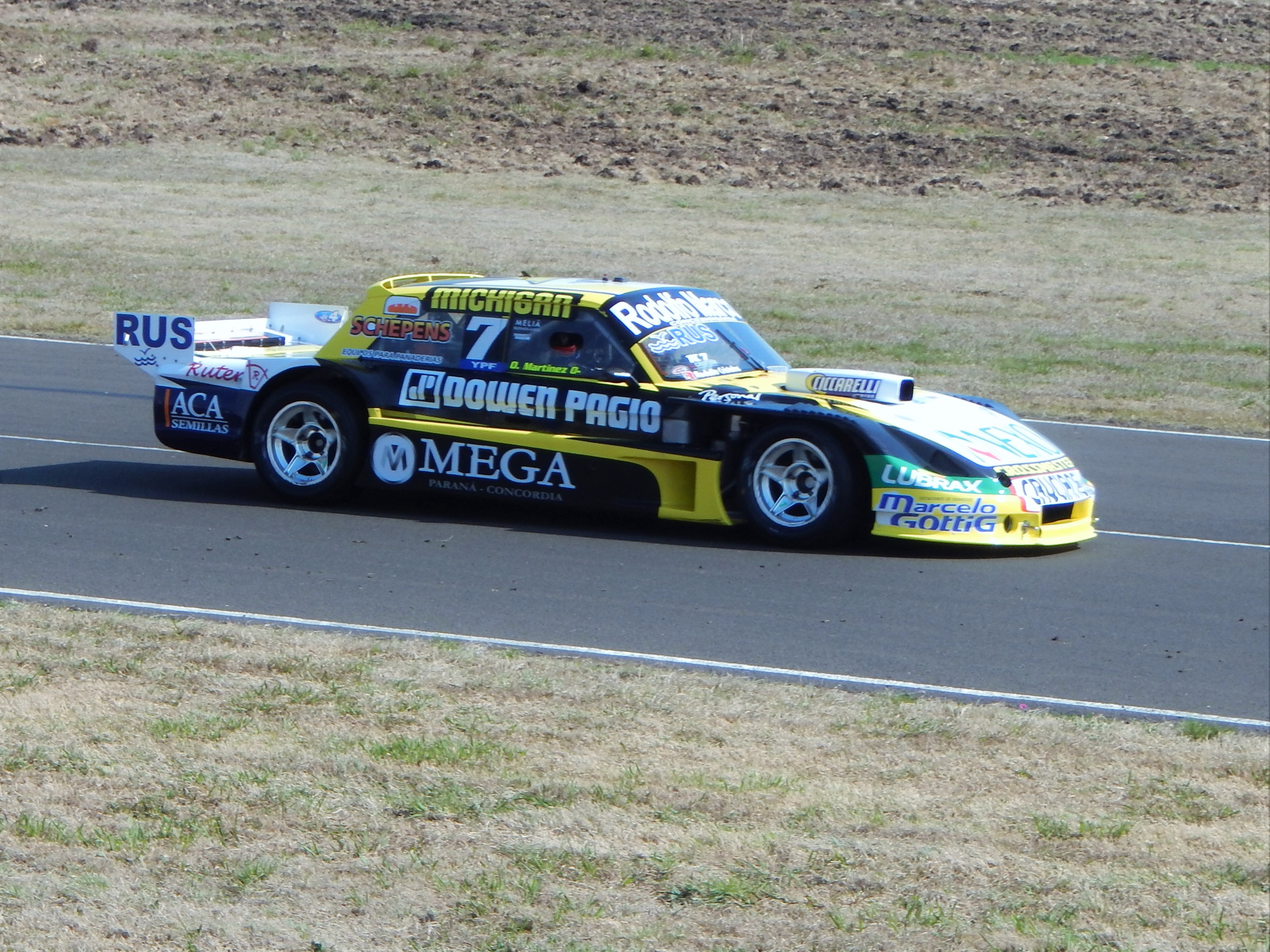
Omar Martínez durante la 8va fecha de la temporada 2015 del TC, en la cual obtuvo la victoria.

La historia del Autódromo de Paraná se remonta a los inicios del Club de Volantes Entrerrianos, cuando un 7 de diciembre de 1941 (83 años) un grupo de entusiastas del automovilismo decidió poner la piedra fundacional del Club en el sitio donde actualmente se alza el circuito. En ese entonces, era frecuente la organización de las denominadas "vueltas del Turismo Carretera", por lo que no se tardó en agregar a la Provincia de Entre Ríos al calendario del TC. Asimismo, comenzaron a organizar competencias de monoplazas en un improvisado circuito del Parque Urquiza. Con el tiempo, comenzó a florecer la idea de crear un circuito propio, un sueño que con el paso del tiempo se convertiría en uno de los autódromos más importantes del país.
En el año 1963, el Club de Volantes Entrerrianos adquiere definitivamente el predio lindante con el Aero Club de Paraná, en el que se había emplazado la institución e inaugura el 14 de abril el primer trazado de tierra compactada, que fuera el antecesor al actual autódromo. Asimismo, con el primer circuito también emergería la figura del primer gran ídolo entrerriano, al ganar en la carrera inaugural el piloto Argentino Vaccaretti con un Ford T. Asimismo, en la misma fecha correría una fecha de la Mecánica Nacional con victoria de Domingo Di Santo. En los años siguientes, este circuito de tierra albergaría a diferentes categorías nacionales y provinciales, sin embargo el espíritu emprendedor de los miembros del Club de Volantes los llevaría a soñar con un circuito pavimentado que albergue a las categorías nacionales que comenzaban a adquirir relevancia en el país.
En 1969, el Club de Volantes Entrerrianos inició la difícil misión de pavimentar su reducto, presentando una serie de modificaciones para su trazado. Así fue que finalmente, el 21 de septiembre de ese año el nuevo trazado asfaltado fue preinaugurado con una competencia de Turismo Anexo "J" (hoy Turismo Nacional), en la cual un entrerriano se consagraría ganador en una de sus divisionales: Osvaldo Mario Niemiz, triunfaría en la clase menor de la categoría. 
Finalmente, el 7 de diciembre de 1969 se celebró la inauguración oficial del nuevo trazado del Club de Volantes Entrerrianos, con una verdadera fiesta del deporte motor, organizando ese mismo día tres competencias de distintas categorías. En esa fecha fueron organizadas competencias de las categorías Sport Prototipo Argentino, Fórmula 2 Nacional y Fórmula 4 Nacional (antecedente a la actual Fórmula Renault Argentina), de donde resultaron vencedores Eduardo Copello con un Numa-Tornado en el SP, Carlos Reutemann en la F2 y Carlos Ragno en la F4. A partir de esta epopéyica fecha, varias categorías nacionales, e internacionales del deporte motor desfilaron por este autódromo, siendo en varias ocasiones escenario de numerosas definiciones de campeonatos. Además del Automovilismo, el Motociclismo también tuvo su lugar dentro del autódromo de Paraná, siendo diseñado un circuito especial para motocross, donde el deporte de las dos ruedas también es un suceso dentro de los cronogramas del autódromo provincial.

## Competencias realizadas
- Turismo Carretera
- Súper TC 2000
- TC 2000
- Top Race
- Turismo Nacional
- Turismo Pista
- Fórmula Renault Argentina
- Fórmula Metropolitana

### Internacionales
- Fórmula 3 Sudamericana

### Promocionales de nivel nacional
- Fórmula Renault Argentina
- Abarth Punto Competizione

### Extintas que visitaron el autódromo
- Fórmula 1 Mecánica Argentina
- Sport Prototipo Argentino
- Copa Mégane
- Fiat Linea Competizione

## Listado de ganadores

### Turismo Carretera
| Fecha                    | Ganador               | Modelo          |
| ------------------------ | --------------------- | --------------- |
| 10 de agosto de 1997     | Juan María Traverso   | Chevrolet Chevy |
| 16 de noviembre de 1997  | Miguel Etchegaray     | Ford Falcon     |
| 25 de octubre de 1998    | Rafael Verna          | Ford Falcon     |
| 13 de junio de 1999      | Guillermo Ortelli     | Chevrolet Chevy |
| 6 de agosto de 2000      | Guillermo Ortelli     | Chevrolet Chevy |
| 12 de agosto de 2001     | Christian Ledesma     | Chevrolet Chevy |
| 2 de junio de 2002       | Guillermo Ortelli     | Chevrolet Chevy |
| 5 de octubre de 2003     | Juan Manuel Silva     | Ford Falcon     |
| 1 de agosto de 2004      | Christian Ledesma     | Chevrolet Chevy |
| 28 de agosto de 2005     | Omar Martínez         | Ford Falcon     |
| 9 de abril de 2006       | Norberto Fontana      | Dodge Cherokee  |
| 27 de agosto de 2006     | Marcos Di Palma       | Torino Cherokee |
| 13 de mayo de 2007       | Christian Ledesma     | Chevrolet Chevy |
| 14 de octubre de 2007    | Christian Ledesma     | Chevrolet Chevy |
| 1 de junio de 2008       | Eduardo Ramos         | Ford Falcon     |
| 26 de octubre de 2008    | Guillermo Ortelli     | Chevrolet Chevy |
| 11 de octubre de 2009    | Mariano Werner        | Ford Falcon     |
| 31 de octubre de 2010    | Mariano Altuna        | Chevrolet Chevy |
| 28 de agosto de 2011     | Néstor Girolami       | Torino Cherokee |
| 18 de marzo de 2012      | Leonel Pernía         | Chevrolet Chevy |
| 26 de agosto de 2012     | Gabriel Ponce de León | Ford Falcon     |
| 8 de septiembre de 2013  | Diego Aventín         | Ford Falcon     |
| 23 de febrero de 2014    | Matías Rossi          | Chevrolet Chevy |
| 2 de agosto de 2015      | Omar Martínez         | Ford Falcon     |
| 28 de agosto de 2016     | Guillermo Ortelli     | Chevrolet Chevy |
| 25 de junio de 2017      | Jonatan Castellano    | Dodge Cherokee  |
| 9 de septiembre de 2018  | Matías Rossi          | Ford Falcon     |
| 22 de septiembre de 2019 | Mauricio Lambiris     | Ford Falcon     |
| 9 de mayo de 2021        | Juan Cruz Benvenuti   | Torino Cherokee |
| 28 de agosto de 2022     | Leonel Pernía         | Torino Cherokee |

### Turismo Competición 2000
| Fecha                    | Ganador                                | Modelo                        |
| ------------------------ | -------------------------------------- | ----------------------------- |
| 17 de abril de 1983      | Luis Rubén Di Palma                    | Volkswagen 1500               |
| 15 de abril de 1984      | Mario Gayraud                          | Ford Taunus                   |
| 31 de julio de 1988      | Juan María Traverso                    | Renault Fuego                 |
| 20 de agosto de 1989     | Juan María Traverso                    | Renault Fuego                 |
| 11 de noviembre de 1990  | Osvaldo López                          | Fiat Regatta                  |
| 19 de mayo de 1991       | René Zanatta                           | Ford Sierra                   |
| 2 de agosto de 1992      | René Zanatta                           | Ford Sierra                   |
| 14 de noviembre de 1993  | Daniel Cingolani                       | Ford Sierra                   |
| 4 de diciembre de 1994   | Guillermo Maldonado                    | Volkswagen Gol                |
| 12 de noviembre de 1995  | Juan María Traverso                    | Peugeot 405                   |
| 21 de julio de 1996      | Ernesto Bessone II                     | Ford Escort                   |
| 22 de junio de 1997      | Ernesto Bessone II / Henry Martin      | Ford Escort                   |
| 19 de julio de 1998      | Walter Hernández / Juan María Traverso | Volkswagen Polo / Honda Civic |
| 20 de diciembre de 1998  | Daniel Cingolani / Juan María Traverso | Ford Escort / Honda Civic     |
| 28 de noviembre de 1999  | Omar Martínez                          | Honda Civic                   |
| 4 de junio de 2000       | Daniel Cingolani                       | Ford Escort                   |
| 3 de diciembre de 2000   | Juan María Traverso                    | Toyota Corolla                |
| 10 de junio de 2001      | Omar Martínez                          | Honda Civic                   |
| 29 de septiembre de 2002 | Omar Martínez                          | Toyota Corolla                |
| 30 de mayo de 2004       | Norberto Fontana                       | Toyota Corolla                |
| 27 de marzo de 2005      | Matías Rossi                           | Chevrolet Astra II            |
| 26 de noviembre de 2006  | Matías Rossi                           | Chevrolet Astra II            |
| 9 de marzo de 2008       | Guillermo Ortelli                      | Renault Mégane I              |
| 27 de noviembre de 2011  | Matías Rossi                           | Toyota Corolla                |

### TC 2000 (2012-)
| Fecha                  | Ganador               | Modelo          |
| ---------------------- | --------------------- | --------------- |
| 6 de julio de 2014     | Lucas Colombo Russell | Fiat Linea      |
| 12 de octubre de 2014  | Matías Galetto        | Renault Fluence |
| 3 de diciembre de 2016 | Diego Javier Azar     | Honda Civic IX  |
| 4 de diciembre de 2016 | Manuel Luque          | Renault Fluence |
| 3 de junio de 2017     | Juan Cruz Acosta      | Toyota Corolla  |
| 4 de junio de 2017     | Manuel Luque          | Renault Fluence |

## Galería de imágenes
|                 |
| Sector de boxes |

|            |
| Curvón n°1 |

|                 |
| Recta principal |

|                                     |
| Curvón de entrada a recta principal |